# 莉娜·贝克林
莉娜·贝克林（瑞典語：Lina Bäcklin，1994年10月3日—），瑞典女子冰球运动员，场上位置是后卫。她曾代表瑞典国家队参加2014年冬季奥林匹克运动会冰球比赛，获得第四名。